# Bernhard Schnyder
Bernhard Schnyder (* 30. November 1930 in Brig; † 21. Juli 2012 in Freiburg im Üechtland) war ein Schweizer Rechtswissenschaftler.

## Leben
Bernhard Schnyder studierte von 1951 bis 1954 Jura in Freiburg und Lausanne und erlangte 1960 den Dr. iur. in Freiburg. An der Universität Freiburg im Üechtland war er ab 1963 Privatdozent, 1965 assoziierter Professor und von 1970 bis 1984 ordentlicher Professor für Haftpflichtrecht bzw. von 1970 bis 1997 für Zivilrecht. In den Jahren 1975 bis 1977 war er Dekan der Rechtswissenschaftlichen Fakultät, 1979 bis 1983 Rektor der Universität.

## Schriften (Auswahl)
- Siebzig Jahre schweizerisches Zivilgesetzbuch. Festvortrag, gehalten am Dies academicus der Universität Freiburg Schweiz am 15. November 1982. Freiburg im Üechtland 1983, ISBN 3-7278-0302-9.
- Ach Gott, ich bin nicht mehr Dozent. Abschiedsvorlesung, gehalten am 12. Juni 1997. Freiburg im Üechtland 1997, ISBN 3-7278-1143-9.
- Die ZGB-Revision 1998/2000. Personenstand, Eheschliessung, Scheidung, Kindesrecht. Zürich 1999, ISBN 3-7255-3971-5.
- „Das ZGB lehren“. Gesammelte Schriften. Freiburg im Üechtland 2001, ISBN 3-7278-1315-6.